# Вестибулярно-эмоциональный рефлекс
Вестибулярно-эмоциональный рефлекс (ВЭР) представляет собой свободное трехмерное движение головы (человека или позвоночного животного) при поддержание вертикального равновесия, зависящее от эмоционального и психофизиологического состояния человека. Вестибулярно-эмоциональный рефлекс это один из вестибулярных рефлексов, связывающих физиологию человека и эмоциональное состояние. Физиология и патология вестибулярной системы и вестибулярного аппарата была исследована Робертом Барани, получившим в 1914 году Нобелевскую премию по физиологии. Вестибулярная система отвечает за механическое поддержание равновесия и ориентацию человека в пространстве, является типичной сенсорной системой реагирующей на любое механическое отклонение тела от положения равновесия. Вертикальное поддержание головы человека обеспечивается управлением вестибулярной системой работы группы шейных мышц.

## Биомеханика

Модель вестибулярно-эмоционального рефлекса. Высокочастотным движениям головы соответствует более активное (агрессивное) состояние

В ходе исследований было установлено, что поддержание вертикального равновесия головы человека, осуществляемое вестибулярной системой, может быть рассмотрено как функция, характеризующая вестибулярный рефлекс и, одновременно, как частный случай двигательной активности, характеризующийся микродвижениями головы. Анализ микро перемещений головы имеет целый ряд преимуществ для определения состояния человека по сравнению с анализом других рефлексных движений. Движения головы являются одним из самых часто повторяющихся движений, которые совершает человек в течение жизни. Ребенок начинает держать голову, начиная со второго месяца жизни, далее вестибулярная система постоянно поддерживает вертикальное состояние головы, перемещая её в пространстве на сотни микрон несколько раз в секунду, отдыхая, только когда человек спит, или его голова прислонена к какому-то предмету.
С точки зрения биомеханики, механические колебания головы представляют собой вибрационный процесс, параметры которого количественно характеризуют взаимосвязь энергии и движения объекта. Для получения интегральной информации о параметрах движения головы используется технология виброизображения, которая позволяет количественно определять взаимосвязь между механическим движением и психофизиологическим состоянием. Виброизображение представляет собой первичный вид изображения, каждая точка которого отражает параметры движения объекта. Виброизображение аналогично другим биомедицинским видам изображений человека (УЗИ, ЯМР, ИК или рентгеновское изображение), каждое из которых отражает определенные физические свойства. При этом виброизображение позволяет получать также информативные сигналы, аналогичные точечным методам считывания биомедицинской информации — ЭЭГ, КГР, ЭКГ сигналам.
Известный советский психофизиолог Николай Бернштейн, практически всю свою научную жизнь посвятивший исследованию физиологии движения и предложивший термин биомеханика, установил, что каждое движение человека основано на обратной связи и является дискретным во времени. Установленная им дискретность движений до 0.1 с подтверждается вестибулограммами движения головы человека. В зависимости от эмоционального и/или психофизиологического состояния человека, голова человека совершает незначительные перемещения в пространстве с частотой от 1 до 10 Гц.

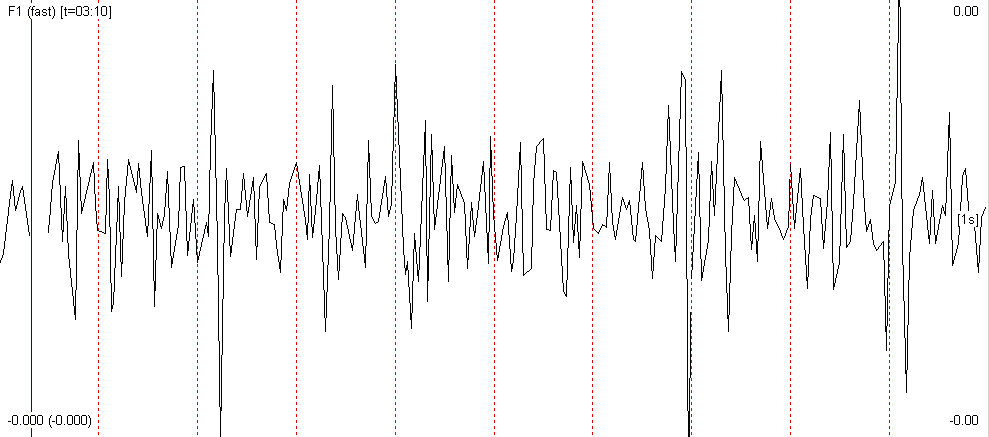
Вестибулограмма микродвижений головы полученная с помощью малошумящей веб камеры с разрешающей способностью 640х480 элементов и частотой 30 к/c

## Применения ВЭР
ВЭР дает возможность бесконтактного считывания эмоционального и психофизиологического состояния человека с помощью стандартной телевизионной техники и технологии виброизображения, что находит применение в медицине, психологии, саморегуляции, спорте и т. д. Отдельные возможности применения ВЭР связаны с возможностью скрытого контроля состояния, выявлением агрессивных и потенциально опасных людей для различных систем безопасности, прежде всего авиационной безопасности, а также для детекции лжи. ВЭР является не менее информативным индикатором степени возбуждения человека, чем КГР, ЧСС, АД традиционно применяемые в полиграфах.